# 道添祐一
道添 祐一（みちぞえ ゆういち、1979年9月26日 - ）は日本のシンガーソングライター。長崎県北松浦郡佐々町生まれ。血液型B型。本名同じ。愛称はみっちー。

## 経歴
- 18歳で長崎から上京後、20歳の時にYAMAHAテープオーディションでUNICORNのギタリスト、手島いさむから見いだされ師事。
- 2003年、手島いさむプロデュース「君の理想」マキシシングルによりCDデビュー。
- 2009年、活動の拠点を地元長崎に移し、シンガーソングライター、ミュージッククリエイターとして地元ラジオ局パーソナリティーも担当。
- 2010年1月、長崎県佐世保市のライブハウスにて道添祐一×手島いさむコラボライブを開催。
- 2010年3月、旅行会社、H.I.S.母体で再出発をした新生ハウステンボスの応援ソングとして制作した「RE☆START」が、H.I.S.の全国区CMソングとして採用。
- 2010年12月～現在、ハウステンボスにて年間1000ステージ（通算9000ステージ）のライブショーを開催中。
- 2018年～現在、スーパー銭湯アイドル「純烈」と九州にて共演コンサートを定期的に開催中。